# 雙雪濤
雙雪濤（1983年9月8日—），生於辽宁瀋陽，中國當代小說家，中国作家协会会员，新东北作家群作家。

## 生平
吉林大學法學院畢業。2010年，他看到《中国时报》华文世界电影小说奖征文，尽管当时仍然在国家开发银行辽宁省分行就职，他仅用20天业余时间就創作了第一部小说《翅鬼》并荣获头奖。2012年，雙雪濤入圍第十四屆台北文學獎年金類，獲20萬台幣，是第一位獲得此獎的中國大陸作家。同年雙雪濤為專心写作而辞职。2015年，雙雪濤离开东北前往位於北京的中国人民大学创造性写作研究生班进修。
2016年起，双雪涛出版了《天吾手记》、《平原上的摩西》、《聋哑时代》、《飞行家》、《猎人》等作品。其中《平原上的摩西》被改编为同名电视剧和电影（尚未公映），《飞行家》中的《刺杀小说家》已改编为同名电影。
雙雪濤第二任妻子張悅然也是一位作家。

## 主要作品
長篇小說
- 《翅鬼》
- 《聾啞時代》
- 《天吾手記》

短篇集
- 《平原上的摩西》
- 《飛行家》
- 《獵人》

## 主要榮譽
- 第一屆华文世界电影小说奖首奖
- 第十四屆台北文學獎年金類
- 第十五屆華語文學傳媒大獎年度最具潛力新人獎
- 第一屆汪曾祺华语小说奖短篇小说奖

## 影视化作品
以雙雪濤小说为蓝本创作的影视作品有：
- 2019年电影《刺杀小说家》
- 2023年电视剧《平原上的摩西》
- 待上映电影《平原上的火焰》
- 待上映电影《我的朋友安德烈》